# Tango blu

Tango blu est un film italien réalisé par Alberto Bevilacqua en 1987.

## Synopsis
Pour fêter la réouverture du « Tango blu », un night club qui avait fermé ses portes durant de longues années, le maître des lieux convie les enfants de ses anciens clients à la soirée d'inauguration. L'occasion pour lui de voir défiler des personnages pour le moins atypiques. Un maestro bossu qui tente d'enseigner l'art lyrique à un électricien, un photographe de mode entouré de créatures de rêve, mais qui déclare sa flamme à une jeune femme singulièrement muette. Sans parler de ce maniaque sexuel, peintre à ses heures et pour le moins fair-play. Il se rend au policier qui n'avait jamais eu le moindre soupçon de ses méfaits.

## Fiche technique
- Titre original : Tango blu
- Titre anglais : Blue Tango
- Genre : burlesque
- Réalisation : Alberto Bevilacqua
- Scénario : Alberto Bevilacqua
- Directeur de la photographie : Pier Luigi Santi
- Montage : Nino Baragli
- Musique : Stelvio Cipriani
- Pays d'origine : Italie
- Distribution: Columbia Pictures Italia
- Production : Be-Mer Film, Rai Uno
- Durée : 108 minutes

## Distribution
- Roberto De Marchi : le propriétaire
- Maurizio Merli : Peppe Mantegazza le policier
- Carlo Dapporto : le maestro bossu
- Franco Franchi : Gaetano
- Andrea Roncato : Arturo Migliavacca le photographe
- Gigi Sammarchi : Rigo l'électricien
- Valentina Cortese : la mère de Rigo
- Antonella Ponziani : Silvia la jeune muette
- Gloria Paul : la mère de Silvia
- Armando Marra : le préfet
- Leo Gullotta : le jardinier